# Bludenz (huyện)
Bludenz là một huyện hành chính (Bezirk) ở Vorarlberg, Áo.
Huyện này có diện tích 1.287.52 km², dân số 60.471 người (15 tháng 5 năm 2001), và mật độ dân số 47 người trên mỗi km². Trung tâm hành chính huyện là Bludenz.

## Phân chia hành chính
Huyện này được chia thành 29 đô thị, one của m là một thị xã, và hai trong số đó là phố thị (market town).

### Thị xã
1. Bludenz (14.697)

### Phố thị
1. Nenzing (5.652)
2. Schruns (3.715)

### Các đô thị

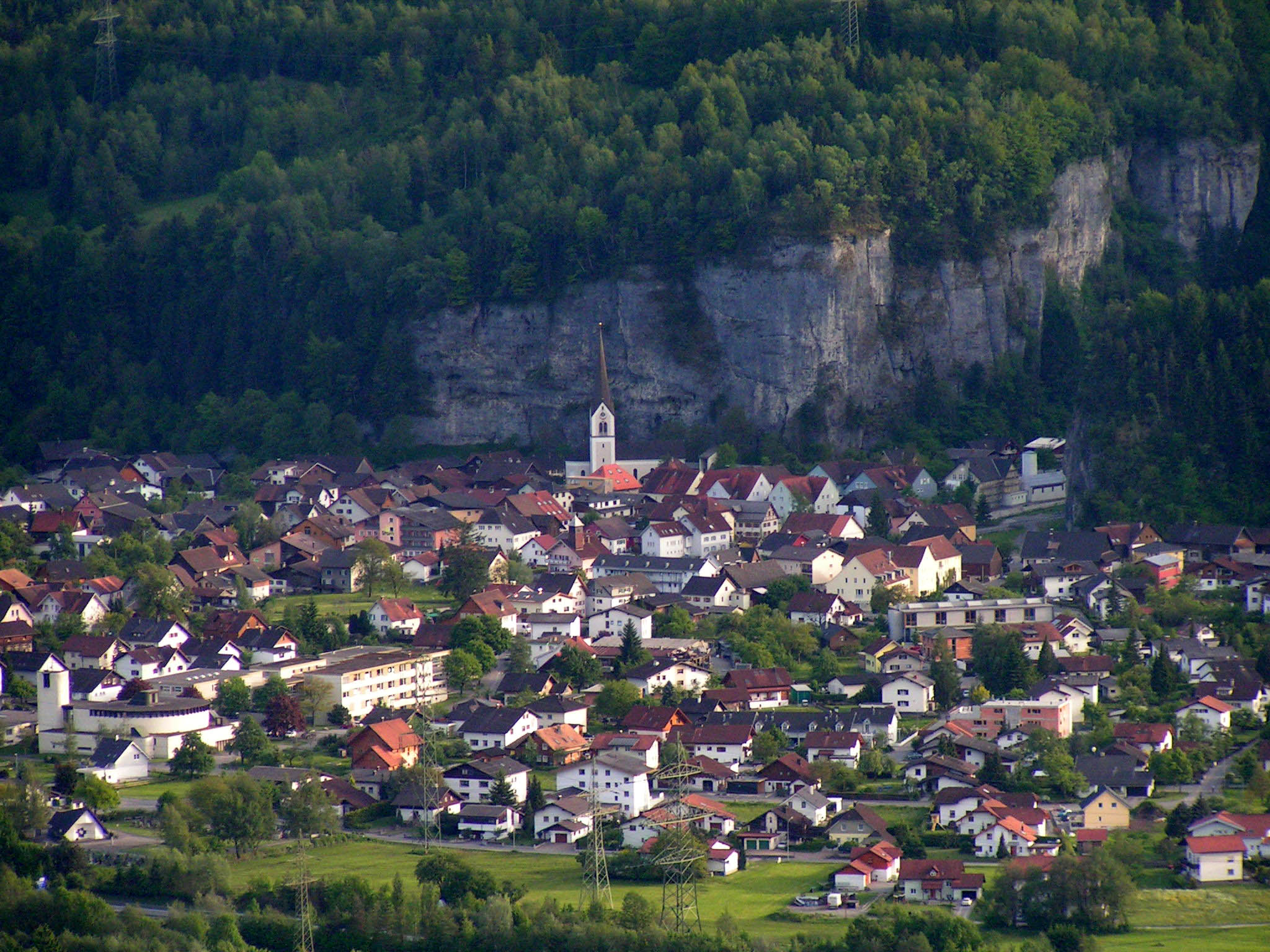
Buers

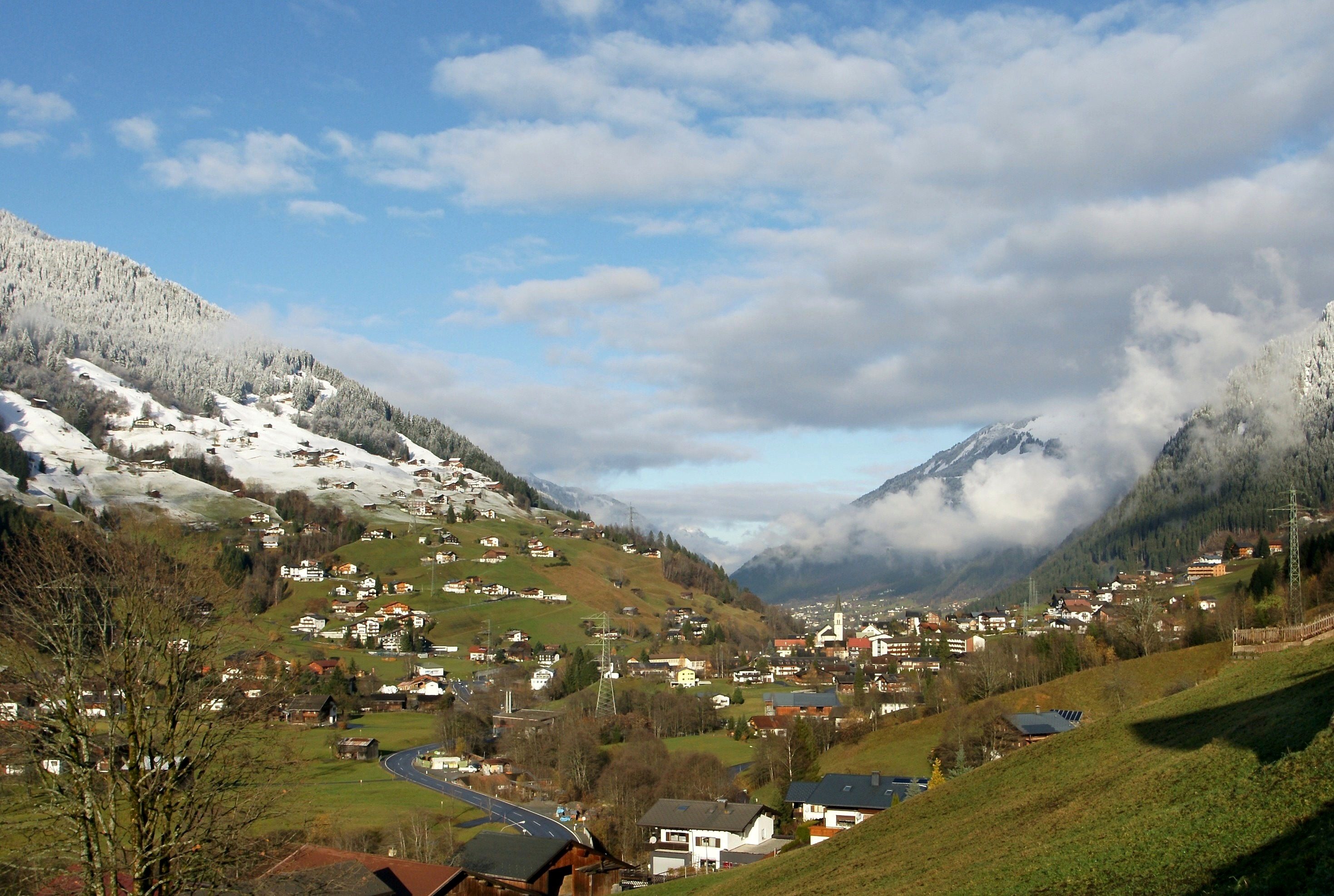
Gaschurn

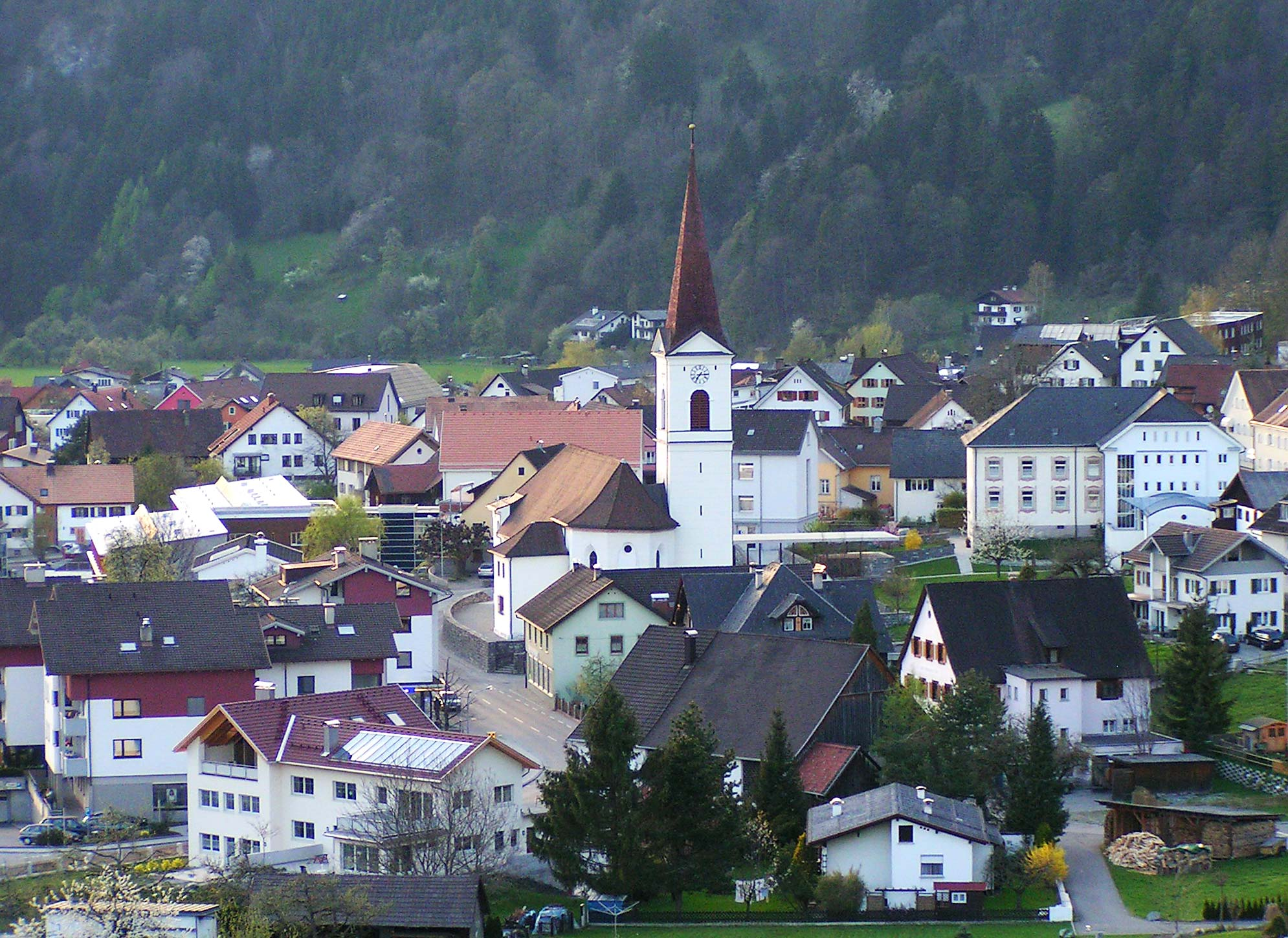
Nueziders

1. Bartholomäberg (2.233)
2. Blons (335)
3. Bludesch (2.158)
4. Brand (709)
5. Bürs (3.115)
6. Bürserberg (544)
7. Dalaas (1.549)
8. Fontanella (473)
9. Gaschurn (1.651)
10. Innerbraz (975)
11. Klösterle (767)
12. Lech am Arlberg (1.466)
13. Lorüns (265)
14. Ludesch (2.805)
15. Nüziders (4.478)
16. Raggal (863)
17. Sankt Anton im Montafon (699)
18. Sankt Gallenkirch (2.268)
19. Sankt Gerold (385)
20. Silbertal (873)
21. Sonntag (723)
22. Stallehr (272)
23. Thüringen (2.157)
24. Thüringerberg (667)
25. Tschagguns (2.335)
26. Vandans (2.638)

(dân số 15 tháng 5 năm 2001)
| Năm    | 1869  | 1880  | 1890  | 1900  | 1910  | 1923  | 1934  | 1939  | 1951  | 1961  | 1971  | 1981  | 1991  | 2001  |
| ------ | ----- | ----- | ----- | ----- | ----- | ----- | ----- | ----- | ----- | ----- | ----- | ----- | ----- | ----- |
| Dân số | 21436 | 22448 | 23290 | 24307 | 25461 | 26346 | 30621 | 31672 | 38360 | 43000 | 49539 | 53104 | 56944 | 60471 |

- Nguồn: Statistik Austria

| edit           | Các huyện (Bezirke) của bang Vorarlberg | Các huyện (Bezirke) của bang Vorarlberg     | Flag of Austria |
| Vorarlberg map | Vorarlberg map                          | Bludenz \| Bregenz \| Dornbirn \| Feldkirch |                 |